# Raccordo a compressione

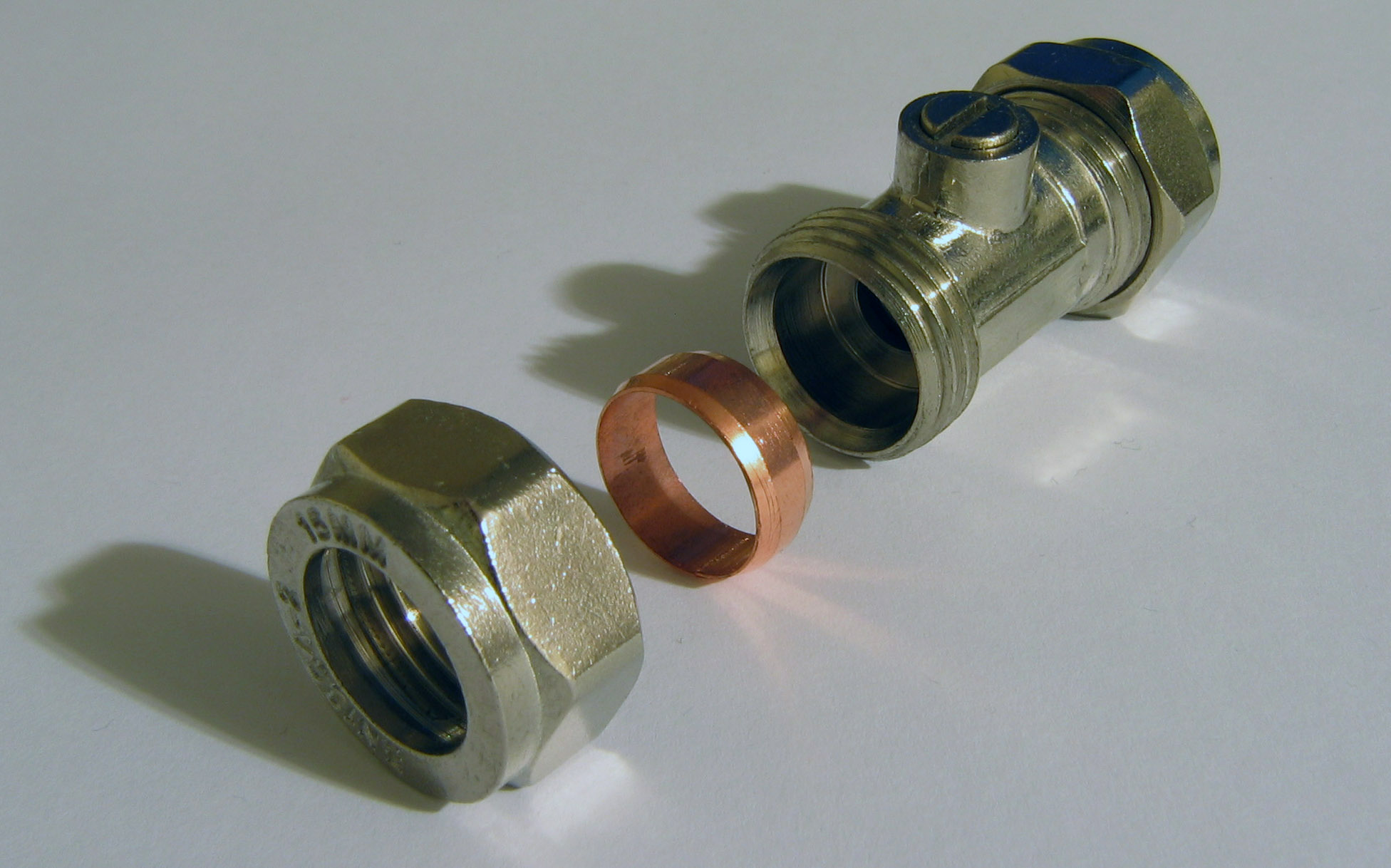
Raccordo a compressione in una valvola di isolamento, è visibile al centro la ferrula anulare in rame

I raccordi a compressione sono utilizzati negli impianti idraulici per unire due tubi. Nei casi in cui i tubi da unire siano realizzati in materiali differenti (ad esempio PVC e rame ), i raccordi vengono realizzati con uno o più materiali compatibili con la connessione.

## Come funziona
Il raccordo è composto da un dado di compressione esterno, una ghiera di compressione interna (ferrula o ogiva) che di solito è in ottone o rame e dal corpo ricevente. Le ferrule variano per forma e materiale, ma più comunemente la forma è quella di un anello con bordi smussati e sono comunemente realizzate in ottone o in base al materiale del tubo. Per funzionare correttamente, la ferrula deve essere montata con il giusto orientamento.
Quando il dado è serrato, la ferrula è compressa tra il dado e il raccordo ricevente; le estremità della ferrula sono fissate attorno al tubo, e la ferrula serra con efficacia il tubo. Il risultato è che la ferrula sigilla lo spazio tra il tubo, il dado, e il raccordo ricevente, formando così un giunto stretto.
È importante per l'integrità di un raccordo a compressione che venga evitata una forza eccessiva durante il serraggio del dado. Se il dado è troppo stretto, la ferrula può deformarsi impropriamente causando il cedimento del giunto. Infatti, stringere eccessivamente è la causa più comune di perdite in raccordi a compressione. Una buona regola è quella di stringere il dado esterno a mano fino a quando è troppo difficile continuare e quindi serrare il dado di un ulteriore mezzo giro con l'ausilio di una chiave, la quantità effettiva varia a seconda della dimensione del raccordo, uno più grande richiede generalmente meno serraggio. Il raccordo è poi testato: se si osserva un leggero stillicidio, il montaggio è serrato lentamente fino a quando lo  stillicidio si ferma.